# Taça Paulistana de Futebol Feminino
A Taça Paulistana de Futebol Feminino, oficialmente Taça Paulistana Feminina Petrobras por questões de patrocínio, é uma competição de futebol feminino organizada pela Federação Paulista de Futebol (FPF) estabelecida em 2024 com o propósito de ampliar o calendário de jogos das equipes paulistas de menor expressão.
O Marília é o atual campeão do torneio.

## História
Em sua primeira edição, a competição foi disputada em um sistema de turno classificatório onde as equipes jogam entre si e classificam-se às finais apenas os dois primeiros colocados. O torneio contou com a partição dos clubes Realidade Jovem, Pinda e Marília que ocuparam, respectivamente, da nona à décima-primeira colocação do Campeonato Paulista de Futebol Feminino de 2024, além das equipes Centro Olímpico, Mauaense e EC São Bernardo. Após o fim do turno classificatório, passaram às finais o Marília como primeiro colocado e o EC São Bernardo em segundo, tendo a equipe mariliense a vantagem de disputar a segunda partida das finais em casa. No jogo de ida, o EC São Bernardo abriu vantagem ao vencer o certame por 3 a 2, porém na partida decisiva o Marília superou a equipe são-bernardense por 2 a 0 e sagrou-se o primeiro campeão do torneio.

## Campeões

### Títulos por clube
| P. | Clube           | Títulos | Vices |
| -- | --------------- | ------- | ----- |
| 1  | Marília         | 1       | —     |
| 2  | EC São Bernardo | —       | 1     |

### Títulos por cidade
| P. | Cidade                | Títulos | Vices |
| -- | --------------------- | ------- | ----- |
| 1  | Marília               | 1       | —     |
| 2  | São Bernardo do Campo | —       | 1     |